# بیگلربیگی
بیگلربیگی (ترکی عثمانی: بکلربکی، ترکی استانبولی: Beylerbeyi) عنوانی ترکی و به معنای امیرِ امیران، یکی از منصب‌های لشکری در ایران از قرن هفتم تا دوازدهم هجری، به‌معنی حاکم و فرمانده نظامی ایالات بزرگ و سرحدها و گاه فرمانده کل قوا بود. بیگلربیگی (= بیگِ بیگ‌ها) گاه با «امیرالامرا» (امیرِ امیران یا میرِ میران) و گاه با سردار، امیرِ اولوس (= قبیله) به گونه‌ای مترادف به کار رفته‌است.
برخی یکی از معانیِ بیگ را امیر دانسته‌اند و برخی دیگر برآن‌اند که واژهٔ «بیگ» به کسی گفته می‌شد که قرار بوده در آینده امیر شود. بر پایهٔ شواهدِ موجود، سابقهٔ کاربرد این واژه به دورهٔ سلطنت علاءالدین کیقباد (۶۱۶–۶۳۴ ه‍.ق)، از سلجوقیان روم، بازمی‌گردد. این واژه در زمان عثمانیان و صفویان و ایلخانان هم به کار می‌رفت.

## ریشه‌شناسی
دربارهٔ خاستگاه این واژه هنوز اختلاف نظر است و در این راستا دو نظر وجود دارند، یکی آنکه ریشه آن را از زبانهای ایرانی می‌دانند و برخی می‌گویند که ریشه در زبان چینی دارد. مطابق نظر نخست، واژه بیگ داری ریشه در زبانهای ایرانی (سغدی) است و همانند واژه بغ فارسی به جای مانده از واژه اوستایی baga/bağa می‌باشد.  گرهارد دورفر، زبان‌شناس آلمانی نیز بر احتمال تُرکی بودن این واژه تأکید دارد.

## تاریخچه
این عنوان از امپراتوری سلجوقیان سرچشمه گرفته‌است، و در ابتدا در سلطنت سلجوقیان روم به عنوان گزینه ای برای عنوان عربی ملک الامرا (رئیس فرماندهان) و با عنوان فرمانده ارشد ارتش مورد استفاده قرار گرفت. در بین ایلخانان مغول، از این عنوان برای تعیین رئیس امیر اُلُوس (امیر دولت) استفاده شده‌است. همچنین با عنوان تُرکی اولوس بیگ و عربی امیرالامرا نیز در سلطنت اردوی زرین استفاده می‌شد. ممالیک مصر احتمالاً از آن به عنوان لقب جایگزین برای اتابک اکبر، فرمانده کل ارتش استفاده می‌کردند.

### در امپراتوری عثمانی

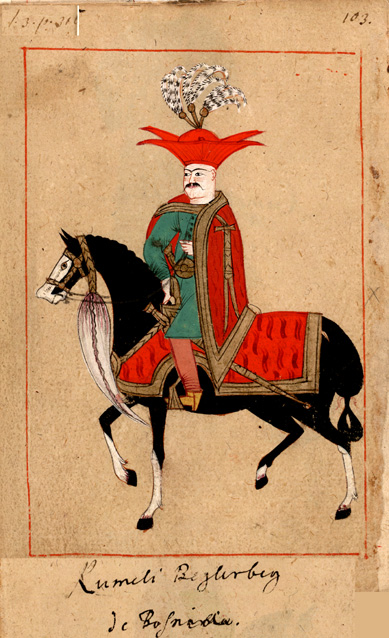
بیگلربیگی ایالت بوسنی در حکومت عثمانی

در امپراتوری عثمانی از اواخر قرن چهاردهم تا اواسط قرن نوزدهم با معنی و مراتب مختلفی از عنوان «بیگلربیگی»(با خوانشِ «بِیلَربِیلێ») استفاده می‌شده‌است. در اوایل حکومت عثمانی همچنان از این اصطلاح به معنای فرمانده کل، که توسط شاهزادگان سلسله عثمانی استفاده می‌شد، یاد شده‌است. بنیانگذار امپراتوری عثمانی، عثمان اول (حکومت ۱۲۹۹–۱۳۲۶)، پسرش اورخان(اورهان) در زمان سلطنت اورخان (۱۳۲۴–۱۳۳۶)، برادرش علاء الدین پاشا و فرزند اورخان یعنی سلیمان پاشا، این مقام را نگه داشتند.
عثمانی‌ها شخصِ «فرمان‌دارِ» ایالت را بیگلربیگ(با خوانشِ بِیلَربِی) می‌نامیدند و «فرمان‌داری» و «ایالت‌داری» را بیگلربیلیک(با خوانشِ بِیلَربِیلیک) می‌خواندند.
از مهم‌ترین فرمان‌داری‌های امپراتوری عثمانی که با عنوان بیگلربیگی شناخته شده‌اند می‌توان به بیگربیگی‌های ایالت‌های آناطولی، روم‌ایلی و روم اشاره کرد.
از قرن هجدهم میلادی به بعد، عبارت‌های عربیِ «امیرالعماره» و «والی» و همچنین عبارت فارسی «میرمیران»، کاربرد فزون‌تری نسبت به بیگلربیگی یافتند و به جای بیگلربیگی به کار رفتند مگر درباره‌ی دو بیگلربیلیگِ دو ایالتِ آناطولی و روم‌ایلی.

### در دوران صفویه

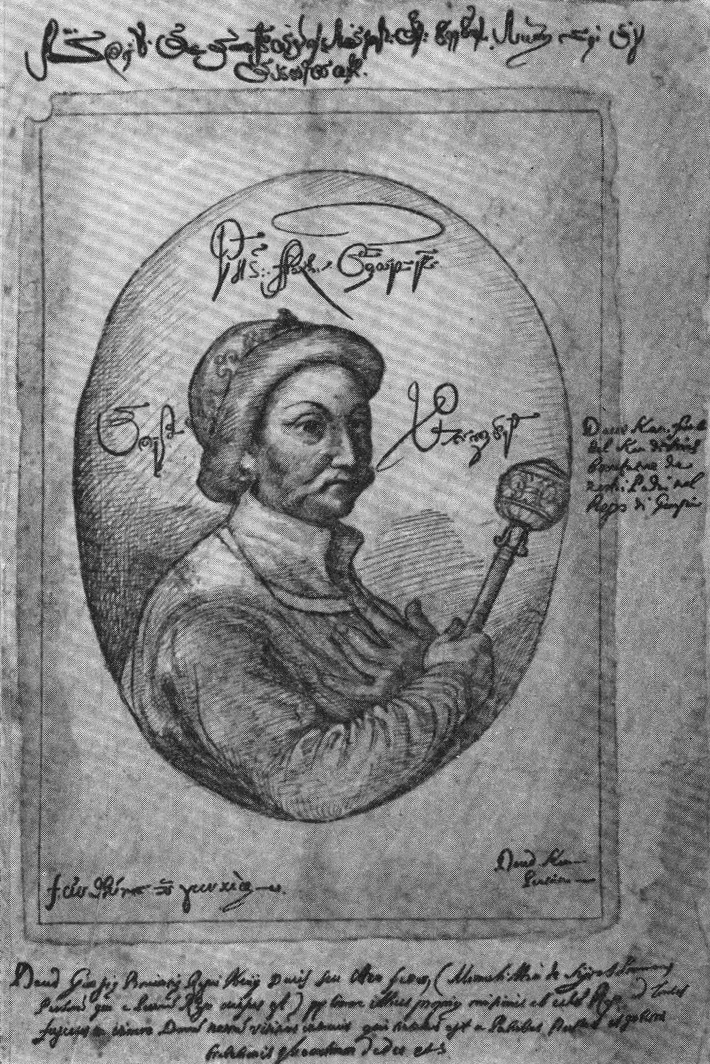
داود خان، بیگلربیگی گنجه و قره پاپاق

در دوره صفوی، از این عنوان برای والیان استان‌های مهم استفاده می‌شد. این عنوان به این ترتیب برای فرمانداران هرات، آذربایجان، گنجه، قره‌باغ، شیروان، فارس، عراق و استرآباد استفاده شده‌است. صفویان از عنوانِ والی برای مناطقِ مهم‌تر از بیگلرها استفاده می‌کردند.
بیگربیگ‌ها در زمانِ صفویان با لقب «خان» هم شناخته می‌شدند. ایشان قدرت اداری داشتند و می‌توانستند نیروهای محلی را کنترل کنند. در قرن هفدهم، قلمرو صفویان به ۱۳ بیگلربیگی تقسیم شده‌بود و شاهان صفوی می‌کوشیدند که قدرت بیگلربیگ‌ها را بکاهند اما نتوانستند.

### پاورقی‌ها
1. ↑  «Encyclopaedia Iranica». ص. BEGLERBEGĪ , a Turkish title meaning “beg of begs,” “commander of commanders.
2. ↑  "Beylerbeyi | Ottoman office". Encyclopedia Britannica (به انگلیسی). Retrieved 2020-08-15.
3. ↑  «Encyclopaedia Iranica». ص. The origin of beg is still disputed, though it is mostly agreed that it is a loan-word٫ Two principal etymologies have been proposed: ۱٫ from a Middle-Iranian form of OIr٫ baga; though the meaning would fit since the Middle Persian forms of the word often mean “lord,” used of the king or others, the main objection to this derivation is a phonological one: in Middle Iranian the word was baγ or βaγ, which one would expect to be borrowed as baγ/beγ (Doerfer, pp٫ ۴۰۳-۰۴); ۲٫ from Chinese po “eldest (brother), (feudal) lord” (no٫ ۴۹۷۷ in Mathews’ dictionary), the earlier form of which.
4. ↑  https://www.etimolojiturkce.com/kelime/bey
5. ↑  https://www.nisanyansozluk.com/?k=bey1&lnk=1
6. ↑  «Encyclopaedia Iranica». ص. Doerfer himself seriously considers the possibility that the word is genuinely Turkish٫.
7. ↑  Ménage, V. L. (1960). "Beglerbegī". In Gibb, H. A. R. ; Kramers, J. H. ; Lévi-Provençal, E. ; Schacht, J. ; Lewis, B. & Pellat, Ch. (eds.). The Encyclopaedia of Islam, New Edition, Volume I: A–B. Leiden: E. J. Brill. pp. 1159–1160. OCLC 495469456.
8. ↑  Ménage, V. L. (1960). "Beglerbegī". In Gibb, H. A. R. ; Kramers, J. H. ; Lévi-Provençal, E. ; Schacht, J. ; Lewis, B. & Pellat, Ch. (eds.). The Encyclopaedia of Islam, New Edition, Volume I: A–B. Leiden: E. J. Brill. pp. 1159–1160. OCLC 495469456.
9. ↑  Ménage, V. L. (1960). "Beglerbegī". In Gibb, H. A. R. ; Kramers, J. H. ; Lévi-Provençal, E. ; Schacht, J. ; Lewis, B. & Pellat, Ch. (eds.). The Encyclopaedia of Islam, New Edition, Volume I: A–B. Leiden: E. J. Brill. pp. 1159–1160. OCLC 495469456.
10. ↑  Jackson, Peter (1989). "BEGLERBEGĪ". Encyclopaedia Iranica, Vol. IV, Fasc. 1. p. 84. Retrieved 10 October 2014.
11. ↑  İnalcık 1965, pp. 721–722, 723.
12. ↑  İnalcık 1965, p. 722.
13. ↑  Ménage 1960, pp. 1159–1160.
14. ↑  Door Sabir Rustamkhanli p109.My Road of Life.

- کلاوس میشائل رهربرن، نظام ایالات در دورهٔ صفویه، ترجمهٔ کیکاووس جهانداری. تهران، ۱۳۵۷
- دانشنامهٔ جهان اسلام

1. ↑  حرفِ «ێ»، یای مجهول است